# Aphelinus subauriceps
Aphelinus subauriceps is een vliesvleugelig insect uit de familie Aphelinidae. De wetenschappelijke naam is voor het eerst geldig gepubliceerd in 1929 door Girault.